# Râu (sinh học)

Một số thuật ngữ dùng để mô tả hình dạng râu của các loài côn trùng.

Râu trong sinh học là một bộ phận cơ thể thông thường nằm ở phần đầu và là hệ giác quan của các loài động vật Chân khớp. Đa số các nhóm động vật Chân khớp (ngoại trừ động vật Chân kìm và Protura không có râu) đều có một hoặc một cặp râu. Chức năng của râu rất khác nhau, thông thường là khứu giác hoặc vị để phát hiện chuyển động không khí, rung động (âm thanh) và nhiệt độ môi trường.

## Hình ảnh

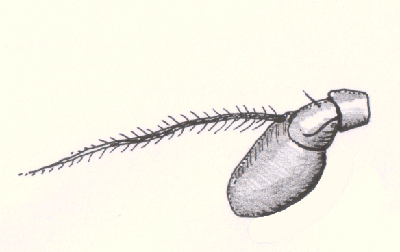